# Mister Miracle
Mister Miracle, il cui vero nome è Scott Free, è un personaggio immaginario dei fumetti creato da Jack Kirby nel 1971, pubblicato negli Stati Uniti d'America dalla DC Comics. Il personaggio è stato l'alter ego di altri due personaggi dell'universo DC quali Thaddeus Brown e Shilo Norman. Scott Free è un personaggio cardine della saga del Quarto Mondo ideata da Kirby negli anni settanta e si è unito più volte alla Justice League of America nelle sue diverse incarnazioni.

## Genesi del personaggio
Nel 1970 Jack Kirby lascia la Marvel Comics per passare alla rivale DC Comics. La notizia suscita scalpore nel mondo dei comic statunitensi in quanto Kirby ha contribuito a creare personaggi quali Fantastic Four, l'incredibile Hulk, Thor, gli Avengers e molti altri supereroi che hanno portato alla nascita dell'Universo Marvel negli anni sessanta. Il suo passaggio alla concorrenza segna un'epoca e viene indicato come uno degli eventi cardine per la fine della Silver Age del fumetto e l'inizio di un nuovo periodo denominato Bronze Age. Alla DC gode di una maggior libertà creativa anche grazie alla presenza di Carmine Infantino come Direttore Editoriale. Kirby ha modo così di creare una saga cosmica tra mitologia e fantascienza denominata Quarto Mondo (o Forth World), con nuovo eroi, Dei e uno scenario totalmente estraneo finora all'universo DC ma che si inserisce nella sua continuity. Le premesse di tale epopea sono infatti seminate nella serie Superman's Pal,Jimmy Olsen (del 1970) ma la storia prende il via nel 1971 con tre serie regolari. Una di queste, l'ultima in ordine di uscita è Mister Miracle serie in cui viene introdotto Scott Free.
Il personaggio è ispirato dalla precedente carriera da illusionista dell'autore di fumetti Jim Steranko, mentre la relazione con Big Barda è basata sulla relazione di Kirby con sua moglie.

## Caratterizzazione del personaggio
Il personaggio ha avuto tre alter ego:
- Thaddeus Brown: era un artista da circo specializzato nell'escapologia, il cui nome d'arte era quello di Mister Miracle. Accudì come suoi figli Shilo Norman e Scott Free, il quale adottò il nome e il costume di Mister Miracle dopo la morte di Brown.
- Scott Free: è il figlio dell'Altopadre di Nuova Genesi e di sua moglie Avia. Al fine di fermare una guerra contro il pianeta Apokolips, Altopadre acconsentì a uno scambio di eredi con il tiranno galattico Darkseid, in virtù del quale nessuna fazione avrebbe attaccato l'altra. Scott venne così scambiato con Orion, secondo figlio di Darkseid. Scott crebbe nell'orfanotrofio di Granny Goodness senza nessuna consapevolezza delle sue origini. Quando crebbe, si ribellò contro l'ideologia totalitarista di Apokolips e si unì a una banda di ragazzi guidata dal mentore Himon. In queste occasioni incontrò Big Barda, che divenne poi sua moglie. Scott Free riuscì poi a scappare sulla Terra, dove visse al fianco di Thaddeus Brown, ereditando il suo manto da Mister Miracle e diventando grande amico del suo assistente Oberon. Venne poi seguito da Big Barda, che si unì a lui nella lotta contro Darkseid, il quale aveva ripreso la guerra contro Nuova Genesi a causa della fuga di Scott che aveva rotto la tregua.
- Shilo Norman: il personaɡɡio venne creato da Kirby nel 1973; era un ragazzo sotto la tutela di Brown che ha servito anche Scott Free, il quale gli insegnò le arti escapologiche. La madre di Shilo lo abbandonò da piccolo e lui passò la prima parte della sua infanzia in un orfanotrofio di Metropolis, dal quale poi scappò per vivere nelle strade. Andò poi sotto la tutela di Thaddeus Brown (Mister Miracle I), maestro di escapologia, che si fece aiutare dal ragazzo anche in alcuni suoi numeri. Quando Brown venne assassinato e Scott Free divenne il nuovo Mister Miracle, Shilo Norman cominciò a lavorare per lui e sua moglie Big Barda. Successivamente Scott Free gli insegnò le arti dell'escapologia e gli fornì la tecnologia di Nuova Genesi; dal canto suo, Norman cominciò a inventare nuovi strumenti che gli potessero essere utili. Divenne poi il terzo Mister Miracle. Durante il crossover Crisi finale è colpito a morte da un cecchino, ma nel numero successivo si scopre che si è salvato grazie a una tuta antiproiettile.[6]

## Storia editoriale
La prima serie dedicata al personaggio, Mister Miracle (vol. 1) esordì nel 1971, ideata da Jack Kirby e, insieme a Forever People e The New Gods, fa parte del Quarto Mondo, la saga epica creata da Kirby per la DC Comics. La serie si concluse dopo diciotto numeri nel 1974 per poi riprendere dopo alcuni anni senza però il supporto di Kirby e scritto da Steve Englehart e Steve Gerber; Chiuse definitivamente nel 1978. Il personaggio venne ripreso alla fine degli anni ottanta per una seconda serie, Mister Miracle (vol. 2), scritta da J.M. DeMatteis, Len Wein e Doug Moench, pubblicata fino al 1991. Venne poi ripreso nel 1996 per una terza serie, Mister Miracle (vol. 3). All'interno del progetto legato alla serie Seven Soldiers di Grant Morrison, il personaggio è stato riproposto nel 2005 con una propria miniserie di quattro numeri incentrata sul personaggio di Shiloh Norman, nuova incarnazione di Mister Miracle. Il personaggio venne ripreso nel 2017 per una miniserie di dodici numeri, Mister Miracle (vol. 4), sempre edita dalla DC Comics, scritta da Tom King e disegnata da Mitch Gerads e incentrata sul personaggio di Scott Free.

## Altre versioni
- Captain Fearless: nel 1941 la casa editrice Holyoke Publishing crea un super eroe dal nome Mister Miracle, che esordisce sul primo numero dell'albo Captain Fearless[13]. Non vi è però nessuna relazione con il personaggio creato da Jack Kirby se non quella di avere lo stesso nome[13].
- Nel 1996 appare nella miniserie Kingdom Come di Mark Waid e Alex Ross. L'opera è ambientata in un possibile futuro dell'universo DC e viene infatti pubblicata per l'imprint Elseworlds. In questa linea temporale Scott Free rimane un super eroe maestro di escapologia, e aiuta un invecchiato Superman a creare il Gulag, una prigione per metaumani. Sposato con Big Barda ha avuto una figlia di nome Avia che combatte con una armatura che riprende quella originale della madre ma con i colori del costume del padre[14]. La sua controparte Orion (figlio Darkseid ma cresciuto su New Genesis) ha compiuto la profezia e ha preso il potere su Apokolips[13]. Ora rappresenta una nemesi per Mister Miracle, i due erano stati scambiati da piccoli dall'Altopadre (alias di Izaya) e da Darkseid (per sigillare un trattato di pace), Scott era figlio di Izaya e Orion di Darkseid[13].
- Mister Miracle appare negli elseworld Superman: The Dark Side, dove diventa il successore di Metron, e Justice League: Il chiodo II, dove riesce a trasferire la sua coscienza in una Scatola Madre collegata a un Anello del potere di Lanterna Verde.

## Altri media

### Televisione

#### Serie animate
- Le avventure di Superman, nell'episodio Apokolips...Now! Part II.
- Justice League, nell'episodio Twilight.
- Justice League Unlimited, nell'episodio The Ties That Bind, doppiato da Ioan Gruffudd (versione adulta) e da Zack Shada (versione da bambino).
- Batman: The Brave and the Bold, nell'episodio The Last Bat on Earth!, doppiato da Yuri Lowenthal.